# Guerrero de la doble armadura
El Guerrero de la doble armadura es una escultura ibérica de la primera mitad del siglo V a. C. realizada en «piedra de Santiago de Calatrava», una calcarenita blanca de grano fino. Procede del conjunto escultórico del yacimiento de Cerrillo Blanco (Porcuna, Jaén, España), excavado desde 1975 y que se exhibe actualmente en el Museo Íbero de Jaén. El Guerrero solo conserva la cabeza, el torso y parte del brazo izquierdo y del muslo derecho, y sus dimensiones son 105 x 17 x 32 cm.
La escultura representa a un guerrero aristócrata en combate, ataviado con armadura, casco —que poseía piezas metálicas integradas—, escudo circular o caetra, que llevaría en la mano izquierda, y espada desenfundada en la derecha. El rostro está esculpido sobre un cuadrado, tratado en grandes planos rectilíneos; muestra rasgos de un joven sereno, de proporciones armoniosas, con una boca fina de labio inferior algo carnoso, esbozando una leve sonrisa, y ojos rasgados con pupilas y párpados fuertemente marcados. Estas características permiten relacionar la obra con el final de la escultura griega arcaica y el comienzo del periodo clásico relacionado con los artistas de Focea. 
Se trata de la única escultura del conjunto de Cerrillo Blanco que conserva la cabeza. La escultura fue destruida y sus fragmentos enterrados poco después del 400 a. C., fecha ante quem. Al parecer, el vandalismo afectó en mayor medida a los rostros, por lo que esta estatua tiene un gran valor documental. 

## Indumentaria
Se puede conocer a través del estudio de esta pieza la indumentaria de un guerrero ibero aristócrata del siglo V a. C.. Probablemente la estatua incorporó otros adornos en forma de piezas metálicas que se han perdido, puesto que quedan las huellas rectangulares en relieve rehundido en los lugares donde se situarían estos apliques.
La cabeza se halla protegida por un casco de textura lisa en su cara visible, semejando cuero, que cubriría las orejas y llegaría hasta la nuca, estando la parte posterior destruida. En el centro del mismo, una cinta dispuesta de frente a nuca serviría de base a una cimera que representaría a un felino, del que sólo se conserva una parte de las patas. En el temporal derecho se distingue un adorno en forma de cuerno vuelto o espiral, en cuyo centro se aprecia una caja rectangular y profunda con bordes salientes bien terminados, que podría alojar alas o algún otro tipo de adorno metálico. Se aprecian asimismo orificios que servirían para la aplicación de cuernos u otros ornamentos postizos. 
El torso está vestido con túnica muy ajustada, con escote en forma de «V» por delante y por detrás, y sobre ésta se dispone el peto que se aprecia parcialmente sobre el hombro izquierdo, y las correas que lo sujetan, que pasan sobre los hombros y se cruzan por la espalda. Sobre el peto se disponen las grandes fáleras (discos de bronce), que cubren casi completamente el pecho y la espalda, con otras dos menores sobre los hombros, como señala el hombro izquierdo. Las fáleras van unidas con correas anchas y fuertemente sujetas por otras que pasan bajo los brazos; por encima de ellas se aprecia un ancho bálteo de donde cuelga, sujeta con anillas y hacia la izquierda, una vaina vacía. En el brazo izquierdo, a partir del codo, aparece un brazalete en espiral con cuatro vueltas por delante y cinco por detrás.
La túnica queda ceñida por un cinturón ancho de tres refuerzos, cuya hebilla queda oculta parcialmente por la fálera delantera y la vaina, aunque se aprecia un cuadrado inciso a la altura de una de las anillas que une la vaina con el bálteo. Hacia el costado izquierdo sale del cinturón lo que podría ser un fajín. De la vaina sólo se aprecia con claridad la boca con rebordes, mientras que el resto se ha perdido, aunque parece claro que serviría para alojar una espada de gran tamaño, como una falcata.